# حاسوب دراجة

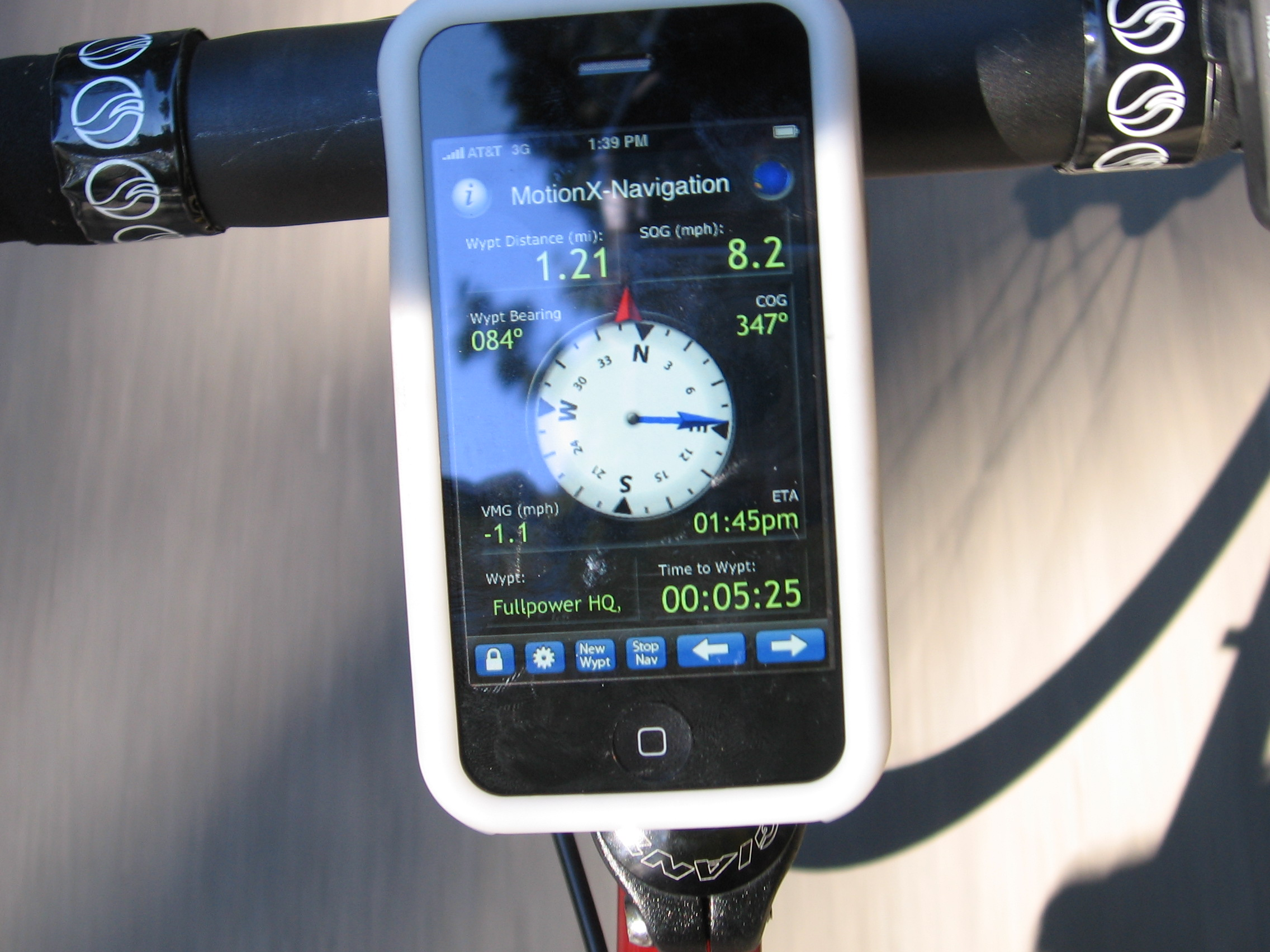
هاتف ذكي كجهاز كحاسوب لعرض البيانات.

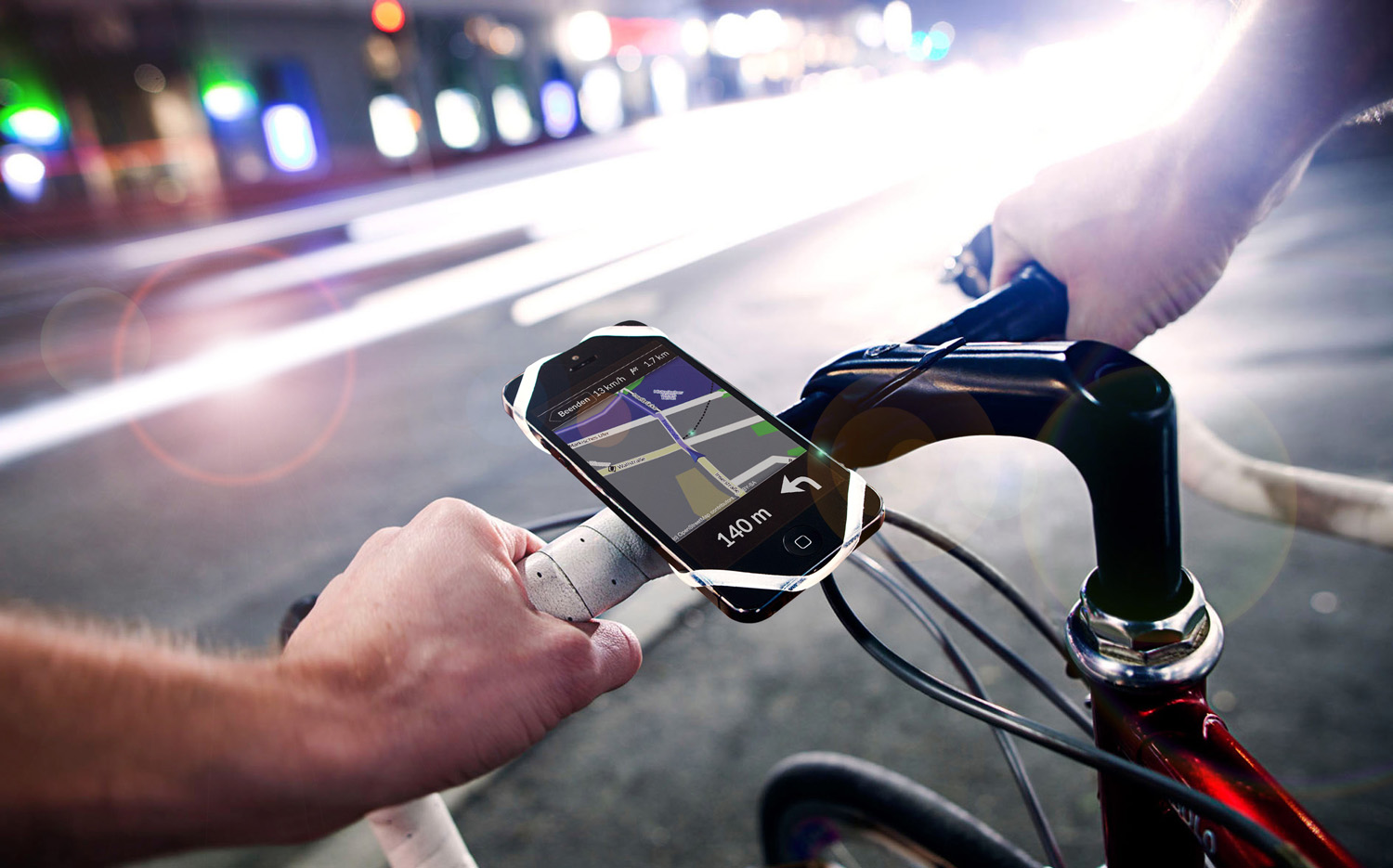
هاتف ذكي مُستخدم في الملاحة بالخرائط الإلكترونية.

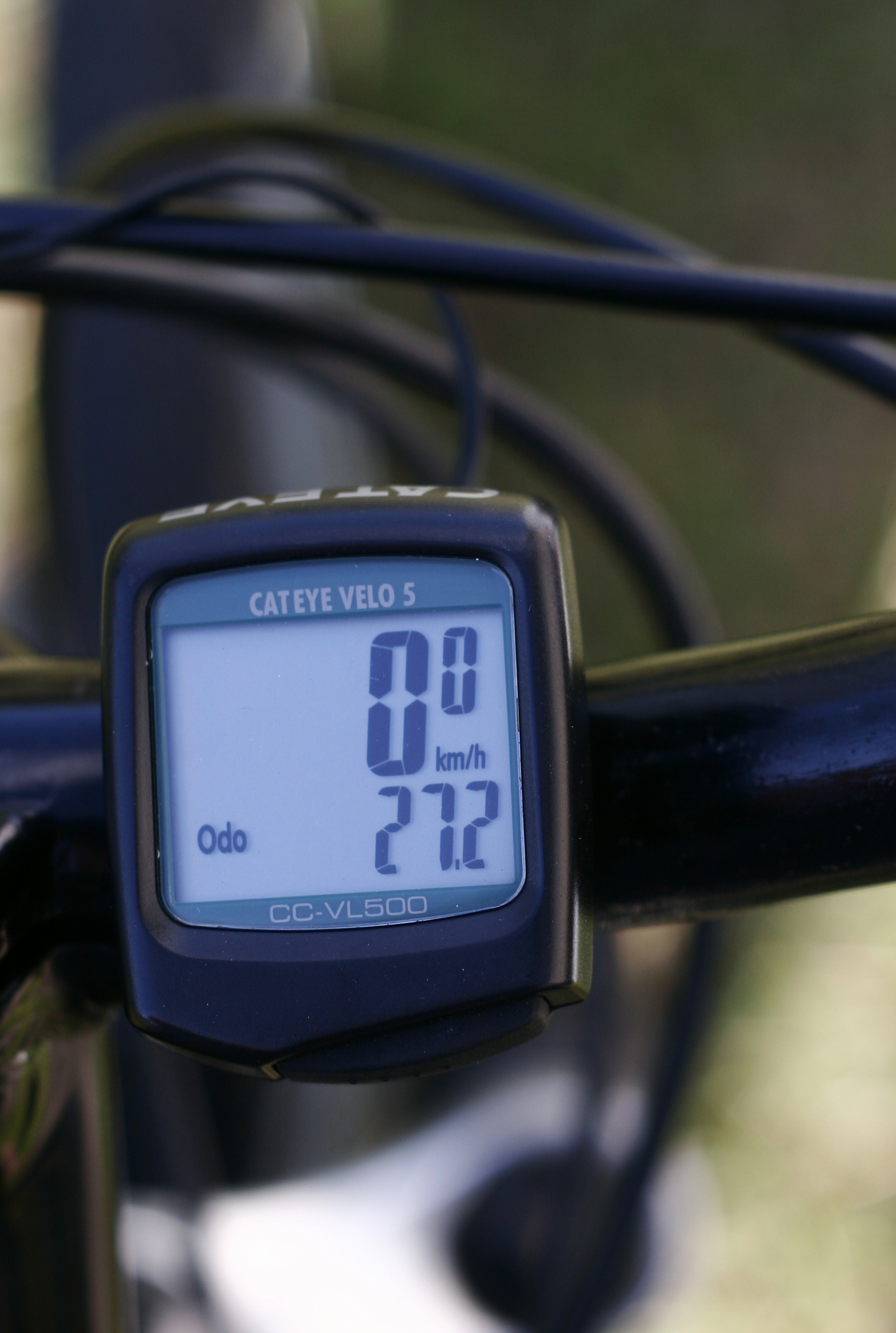
جهاز كمبيوتر بدائي للدراجات يظهر قراءات السرعة وعداد المسافات.

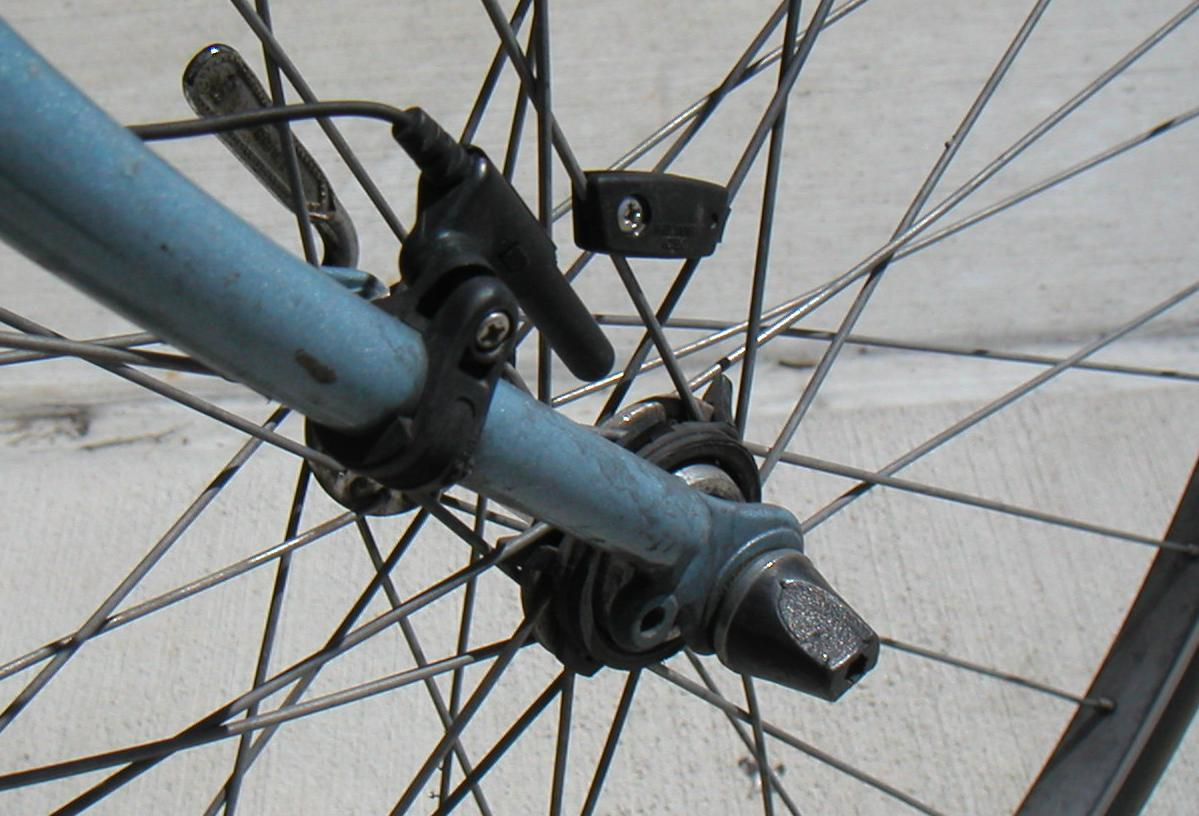
مستشعر «مفتاح قصبي» سلكي مع مغناطيس مثبت على السلك الدراجة.

حاسوب الدراجة أو كمبيوتر دراجة أو عداد الدراجات هو جهاز مثبت على دراجة هوائية يحسب ويعرض معلومات الرحلة (السرعة، الوقت، الخ) على غرار الأدوات الموجودة في لوحة القيادة في السيارة. عادةً ما يتم تثبيت الحاسب المزود بالشاشة، على المقود لسهولة الرؤية. يمكن أيضًا استخدام بعض ساعات GPS كشاشة.

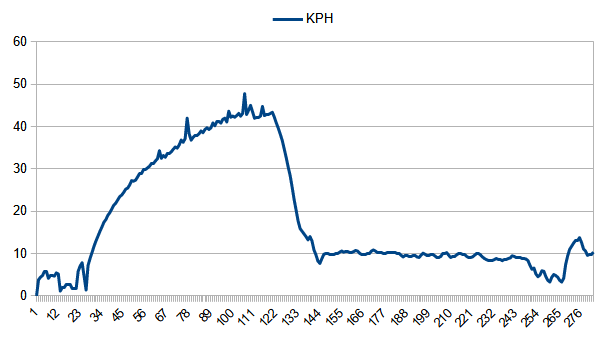
سرعة الدراجة بالكيلومتر/الساعة